# Dominikus Zimmermann

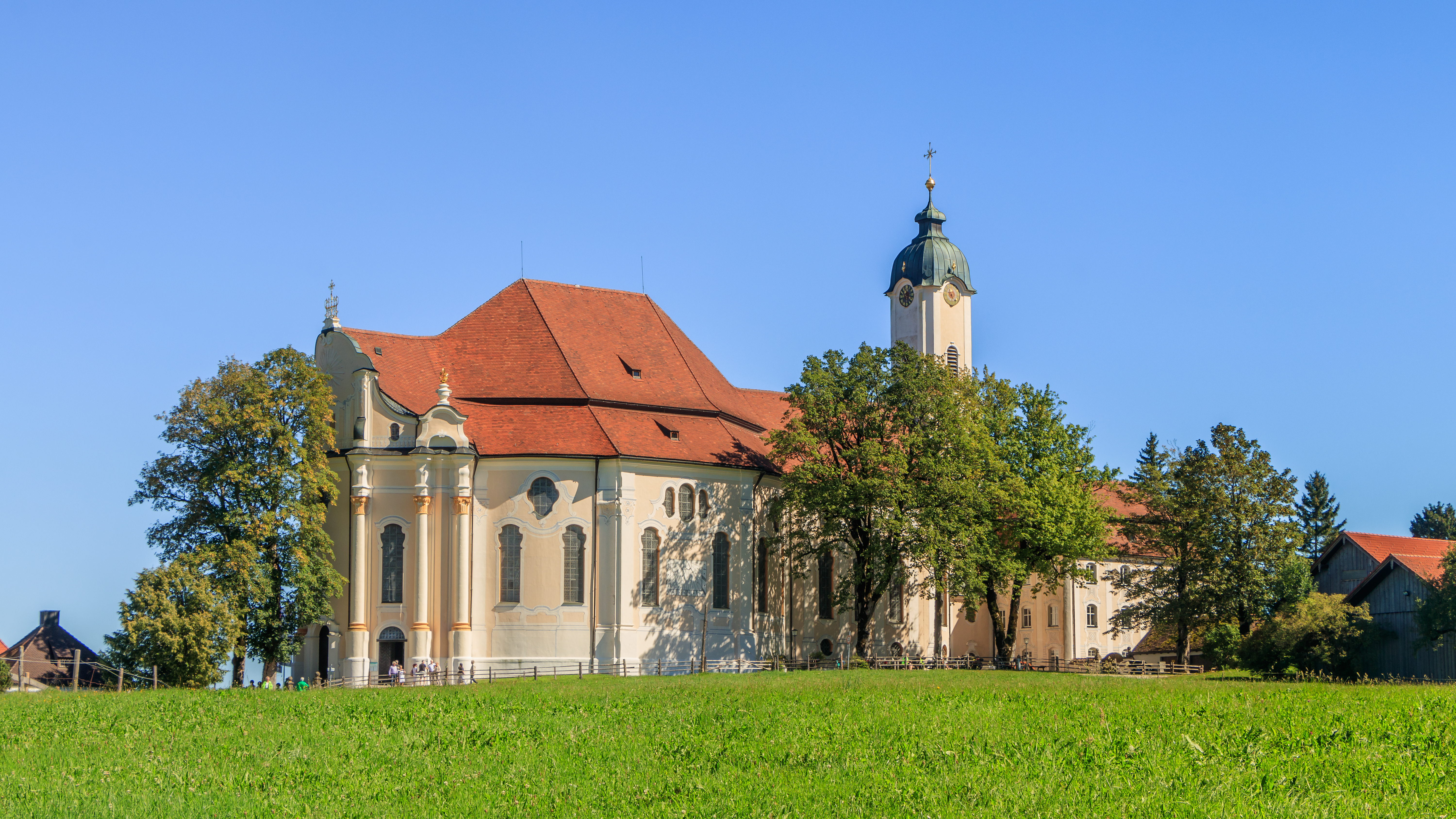
Wieskirche bei Steingaden, Hauptwerk von Dominikus Zimmermann

Dominikus Zimmermann (* 30. Juni 1685 in Gaispoint; † 16. November 1766 in Wies) war ein bedeutender Stuckateur und Baumeister des süddeutschen Barock. Zu seinen Hauptwerken gehören die Frauenkirche in Günzburg, die Wallfahrtskirche in Steinhausen bei Bad Schussenried und die Wieskirche in Wies bei Steingaden. Er arbeitete häufig mit seinem Bruder Johann Baptist zusammen.

## Leben
Dominikus Zimmermann scheint seine architektonische Ausbildung bei Johann Jakob Herkomer in Füssen erhalten zu haben, ist aber wohl in der Schweiz auch der Vorarlberger Bautradition begegnet, die er sehr frei weiterentwickelt hat. Seine Gestaltungsarbeit als Architekt ist mitunter eher von dekorativen Aspekten geprägt denn von tektonischen. Dabei gelingt ihm die einzigartige Synthese von Ornament und Architektur: Das volle Formenrepertoire eines Architekten setzt er als Dekorationskünstler um. Diese Synthese prägt insbesondere die Altarbaukunst, die er selbst entscheidend weiterentwickelt hat. Die Gestaltung der Fenster und Innenräume zielte auch auf die Inszenierung der Lichtverhältnisse, ein Aspekt seiner Baukunst, welcher durch den Kunsthistoriker Carl Lamb filmisch untersucht wurde.
Anfänglich arbeitete Zimmermann als Stuckateur, später als Baumeister mit Wohnsitz in Landsberg am Lech, wo er 1716 die Bürgerrechte erwarb, ab 1734 dem Stadtrat angehörte und von 1748 bis 1753 das Amt des Bürgermeisters ausübte. Seine Kirchenbauten (und beispielsweise deren geschweifte Fenster) übten vor allem in Oberschwaben großen Einfluss aus. Baumeister wie Jakob Emele und die Dossenberger sind hier besonders hervorzuheben. Dominikus Zimmermann gilt als einer der bedeutendsten deutschen Rokokobaumeister. Wie sein älterer Bruder Johann Baptist Zimmermann, mit dem er häufig zusammenarbeitete, wird er der Wessobrunner Schule zugerechnet. Dominikus Zimmermanns Hauptwerk, die Wieskirche, zählt zum UNESCO-Welterbe.
Am 9. Januar 1708 heiratete er Theresia Zöpf. Sein Sohn Franz Dominikus Zimmermann war als Stuckateur und Handwerker tätig. Das Grab des Baumeisters befindet sich am Friedhof der Stiftskirche St. Johannes d. T. (Steingaden). Die Dominikus-Zimmermann-Realschule in Günzburg und das Dominikus-Zimmermann-Gymnasium in Landsberg am Lech wurden nach ihm benannt.  Im Sitzungssaal des Landsberger Rathauses hängt sein Porträtbildnis, gemalt von Erwin Henning.

## Werke (Auswahl)
(Der Zusatz „+J.B.Z.“ markiert Projekte, an denen auch Johann Baptist Zimmermann mitwirkte)
- 1709–1741: Kartausenkirche St. Maria in Buxheim bei Memmingen, Landkreis Unterallgäu, Barockisierung und Umgestaltung, Freskant und Stuckateur (+J.B.Z.)
- 1716–1725: Klosterkirche Maria Medingen im Landkreis Dillingen an der Donau (Erstlingswerk als Baumeister; +J.B.Z.)
- um 1720: Klosterkirche des Dominikanerinnenklosters Bad Wörishofen (Stuckarbeiten; ab 1721 auch Fresken, +J.B.Z.)
- u, 1720: Stuckdekorationen im Kuppelraum und am Gewölbe des Langhauses des Würzburger Neumünsters (sowie Gipsintarsien in Scagliola-Technik am 1945 verbrannten Bonifatiusaltar in der nordöstlichen Kuppelnische)[2]
- 1719: Historisches Rathaus in Landsberg am Lech
- 1726–1729: Kloster Sießen (+J.B.Z.)
- 1727: Pfarrkirche St. Peter und Paul in Buxheim bei Memmingen, Landkreis Unterallgäu
- 1728–1733: Wallfahrtskirche Steinhausen bei Bad Schussenried (+J.B.Z.; als „schönste Dorfkirche der Welt“ eine Hauptsehenswürdigkeit der Oberschwäbischen Barockstraße)
- 1735–1740: Frauenkirche in Günzburg
- 1738–1741: St. Anna, Kapelle der Reichskartause Buxheim bei Memmingen, Landkreis Unterallgäu
- 1745–1754: Wallfahrtskirche in der Wies bei Steingaden (+J.B.Z.)
- 1752: Johanniskirche in Landsberg
- 1755–1756: Klosterkirche Gutenzell

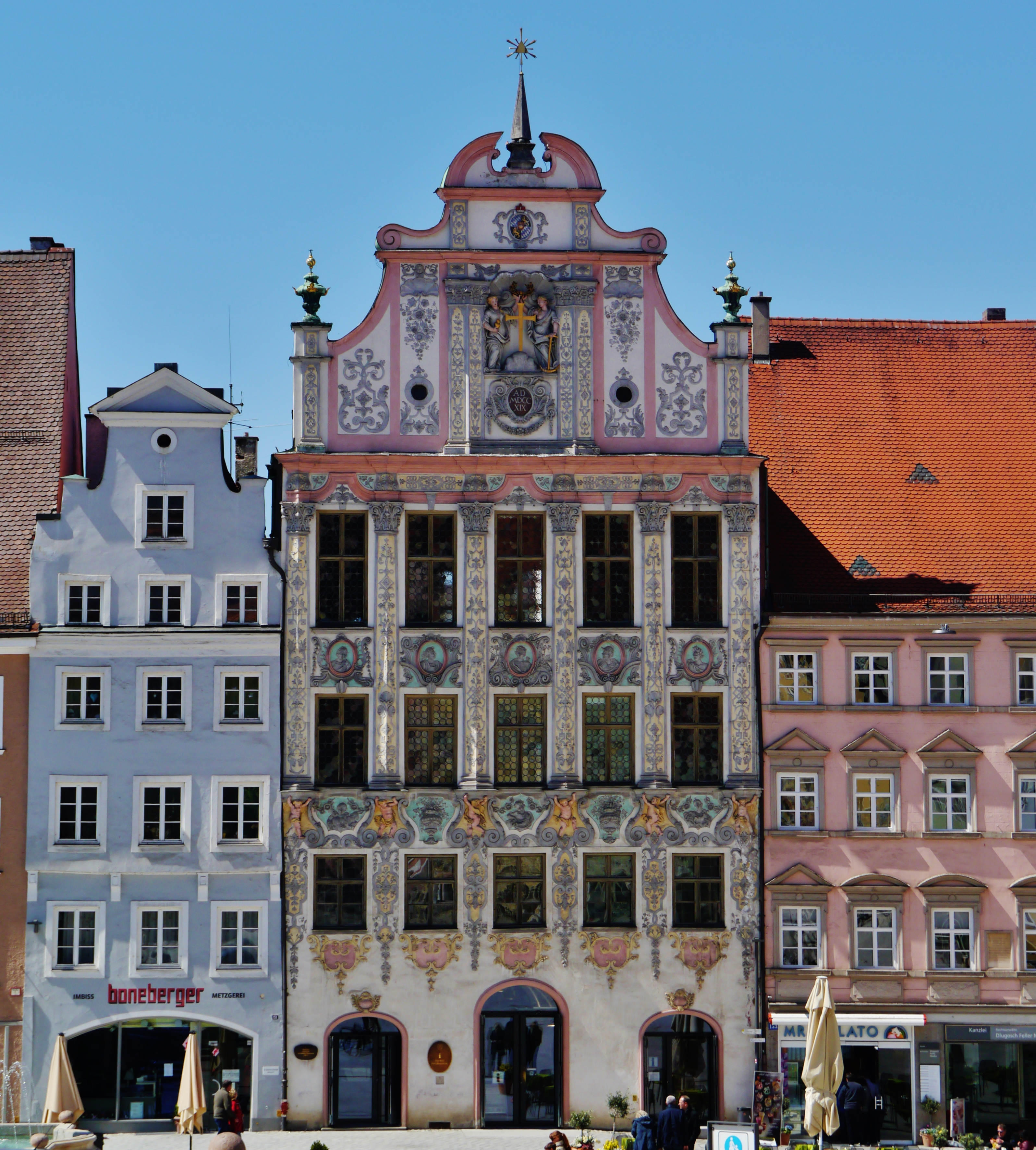
Rathaus in Landsberg am Lech
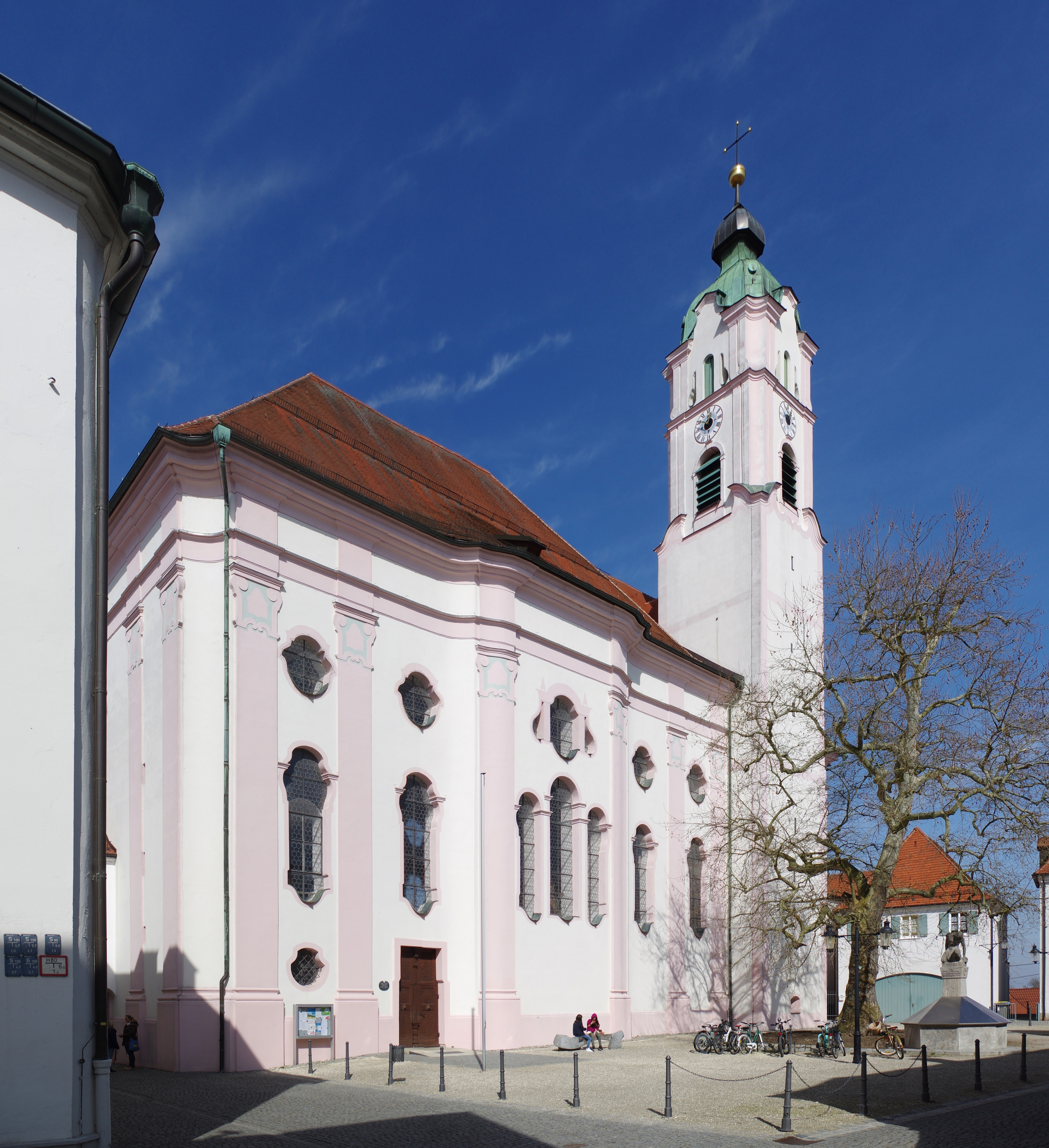
Frauenkirche in Günzburg
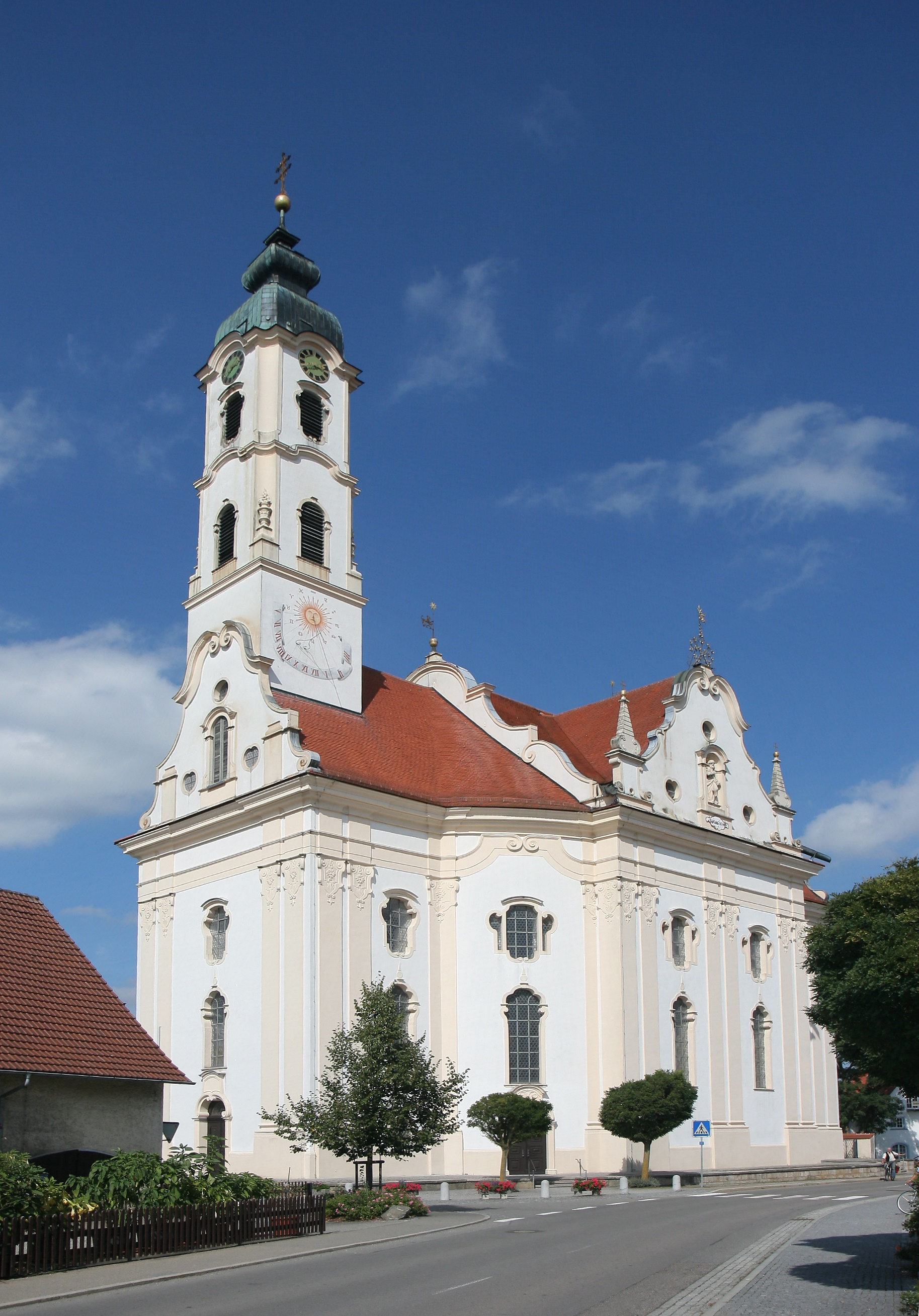
Wallfahrtskirche in Steinhausen